# Helmut Nimczewski
Helmut Nimczewski, dit Helmut, né en 1945 à Heidelberg, est un dessinateur d'art brut allemand.

## Biographie
Diagnostiqué épileptique à l'âge de cinq ans, Helmut Nimczewski souffre d'un retard de développement mental probablement dû à ses crises étant enfant. Élevé par sa mère, il est très tôt placé dans diverses institutions spécialisées. Après un long séjour en hôpital psychiatrique, il est placé dans un foyer à Hambourg. Ses œuvres, réalisées au stylo à bille, au crayon de couleur et au stylo feutre, s'inspirent des très nombreuses photographies qu'il prend dans la ville avec son Polaroïd. Sur cette base, Helmut compose des espaces idéaux, très structurés et ordonnés, souvent peuplés d'une foule de personnages où chacun n’est que la légère variante d’un motif de base. Dessinées sans esquisse, employant des teintes vives, ses œuvres, qu'il met plusieurs semaines à réaliser, comportent toujours la date de début et de fin de réalisation.